# Nelbia Romero
Nelbia Romero Cabrera (Durazno, 8 de diciembre de 1938 - Montevideo, 3 de abril de 2015) fue una artista visual uruguaya. Inició su carrera en dibujo y grabado y más adelante incorporó otros lenguajes artísticos, como la fotografía, la instalación y la performance. Su obra tuvo una marcada impronta política y de denuncia. Fue participante activa del Club de Grabado de Montevideo. Obtuvo una Beca Guggenheim en 1994 y se le otorgó el Premio Figari en 2006 por su trayectoria artística. 

## Reseña biográfica

### Infancia
Nelbia Romero nació el 8 de diciembre de 1938 en la localidad de Durazno, Uruguay. Es la hija mayor de una familia de propietarios rurales. Sus padres, Apolinaria Cabrera y Conrado Romero, se afincaron en la ciudad para su nacimiento, donde más tarde nace la hija menor del matrimonio y su única hermana, María Teresa. 
Su crianza se alternó entre la ciudad y el campo, donde pasaba sus vacaciones. Su padre, hacendado y figura política local, activo socialmente y ateo, compartió con su hija mayor el interés por la música y la historia, transmitiéndole su preocupación por la justicia social.

### Formación
Realiza la escuela primaria y los estudios secundarios en el colegio de la Inmaculada Concepción de Durazno.  Deja sin terminar los estudios de Preparatorio de Arquitectura para ingresar en 1959 al Taller de Artes Plásticas de Durazno. Claudio Silveira Silva, su maestro por dos años, marca fuertemente su vocación y la estimula a migrar a Montevideo para continuar sus estudios en la Escuela Nacional de Bellas Artes (ENBA). Apoyada por su padre, se traslada a la capital del país en 1962, abandonando un proyecto de matrimonio. En la ENBA recibe múltiples influencias artísticas y políticas. El pintor Mario Pareja la orienta a las artes gráficas, sugiriéndole entrar al taller de imprenta. En 1967 fallece su padre y deja de asistir a la Escuela. 
En 1968 ingresa a la escuela del Club del Grabado, donde es alumna de Carlos Fossatti y se encuentra con su excompañero de la ENBA, Rimer Cardillo. Participa además en la actividad gráfica del Club: ediciones mensuales, almanaques, ilustraciones. En esta época experimenta con distintos materiales y estudia Historia del Arte en la Facultad de Humanidades. 
También recibe formación como educadora de expresión plástica, lo que le permite más tarde trabajar como docente en escuelas primaras y en talleres para adultos.

### Actividad política
Romero fue una artista comprometida políticamente que apoyó causas y movimientos sociales desde su actividad artística. En 1969 se afilia al Partido Comunista, donde continuará militando hasta la década de 1990.

## Producción artística

### Primeros trabajos
Durante la primera fase de su carrera se dedica principalmente al dibujo y el grabado. Entre 1975 y 1980 participa en «el Dibujazo», movimiento del que forman parte dibujantes y artistas gráficos expresándose frente a la conflictividad social del período de la dictadura. En esta etapa comienza a exponer en muestras colectivas y en 1976 realiza su primera exhibición individual, recibe algunos premios y envía obras al exterior. A partir de ese año, experimenta complementando sus muestras con registros audiovisuales, que la llevarán en los 80 a nuevas búsquedas estéticas. De hecho, a finales de la década, en 1988, se retira del Club del Grabado tras impulsar un fracasado intento de renovación junto a Ana Tiscornia.

### Segunda etapa
Su obra cobra un nuevo rumbo en los años 80 con la incorporación del lenguaje audiovisual y el uso de su cuerpo como elemento plástico. A su vez, su obra está cada vez más comprometida con las secuelas personales y sociales del pasado reciente. En una entrevista con Olga Larnaudie, expresa:

En los años 80 empiezo con otro tipo de búsquedas vinculadas no sólo al problema formal, sino a otras cosas que me importaban. Antes de la dictadura, vivía como un privilegio elaborar en el terreno artístico. Ese privilegio dejó de ser lo primero, y me sentí responsable de mi quehacer. La dictadura también nos dio para replantear y repensar nuestras propuestas. La necesidad de surgir con el dolor que sentía empieza a aparecer verdaderamente -a través de mi rostro-, buscando quién era yo en ese momento histórico. Aparecen los rostros mitad tapados, mitad velados, pintándome la cara, también en blanco y negro. Fue algo muy profundo, muy sentido. La forma de decir "acá estoy".

Por esos años de transición realiza grabados en los que aparecen fotografías de su rostro entintado, que a la vez imprime sobre las obras. Con estos trabajos participa en exposiciones colectivas que expresan los nuevos caminos que tomaba la plástica nacional hacia fines de la dictadura y durante los primeros años del regreso de la democracia. En 1981 participa de la muestra homenaje a Carlos Fossatti expuesta en la Galería del Notariado de Montevideo, con la participación de artistas del Club del Grabado, y en 1983 es parte de la Muestra por las libertades organizada por la Comisión de Cultura de AEBU junto a más de 300 artistas nacionales e internacionales. Los grabados de este ciclo son enviados en 1986 a la II Bienal de La Habana como parte de la instalación A propósito de aquellos años oscuros.
En 1983, entre octubre y noviembre, presenta Sal-si-puedes, considerada la primera instalación artística realizada en Uruguay,en la galería del Notariado de Montevideo. La instalación involucró distintos objetos ordenados en un recorrido, banda sonora especialmente compuesta para la obra, una performance que se integró a la muestra en forma de registro fotográfico y una selección de citas de documentos históricos introducidas como archivo probatorio. El recorrido iniciaba ingresando por una inmensa tienda construida con bolsas para transportar lana, el exterior se encontraba manchado con pintura roja y blanca, y el interior cubierto con una tela blanca. Posteriormente decenas de maniquiés partidos y arrumbados, de cuerpos femeninos, esperaban al espectador, para finalizar el recorrido con cuatro cajones monumentales cruzados por gruesas cuerdas.
La obra evoca a la etnia charrúa y refiere a la matanza de Salsipuedes,un episodio que además de conllevar una gran violencia fue constitutivo para el proceso de formación de Estado nacional, creando una reflexión sobre la identidad nacional y el pluriculturalismo en un país que se consideraba prácticamente sin herencia indígena. Sal-si-puedes se enmarca en el período de crisis de la etapa post-dictadura en que se cuestiona la percepción de un país de raíces europeas, homogéneo socialmente y de tradición tolerante. Proponía la lectura de una masacre del pasado en el contexto represivo contemporáneo, que da cuenta de la búsqueda de códigos o formas de decir que no resultaran evidentes para la mirada castrense. Romero se nutre de la producción artística y académica (historia, sociología, antropología) que en este período cuestionaban la construcción histórica de la identidad nacional.
Es así que continúa trabajando en el mismo sentido con la instalación Más allá de las palabras, de 1990, en la que utiliza, entre una heterogeneidad de elementos, grandes cantidades de texto escrito en español y guaraní, rescatando la herencia lingüística de dicha nación, presente en el habla cotidiana en la actualidad. Esta obra fue presentada en Montevideo, en La Habana y en el Ludwig Fórum Fur Internacionales Kunst (Alemania). 
En Bye Bye Yaugurú, instalación de 1995 presentada en el Centro de Exposiciones Subte de Montevideo, sigue trabajando el tema de la identidad nacional desde una mirada crítica. El elemento central de la obra es un mapa del Uruguay representado de diversas maneras en combinación con otros elementos. Cuestiona así la lectura "científica" de la realidad que pretende mostrar la cartografía, poniendo en evidencia la arbitrariedad del trazado histórico de las fronteras que sustenta al nacionalismo.
En los años siguientes continúa desarrollando su obra en instalaciones y performances, a la vez que intensifica su actividad docente y curatorial. En la década de los 2000 expone varias veces a nivel nacional e internacional, enviando su obra a la Bienal de La Habana y a la Bienal del Mercosur.
Romero fue además autora de textos, ponencias y charlas sobre grabado y sobre temas vinculados a la identidad uruguaya.

## Premios y reconocimientos
En 1994 obtuvo una Beca Guggenheim y en 2009 el Parlamento le concede una pensión graciable por ser considerada una figura destacada de la plástica uruguaya. En el año 2005 recibió el Premio Figari otorgado por el Banco Central del Uruguay.

## Obras
- 1983, Sal-si-puedes (instalación)
- 1992, Más allá de las palabras (instalación)
- 1992, Garra Charrúa (instalación)
- 1994, Homenaje a la mujer indígena (performance)
- 1994, Materias pendientes I, II y III (instalación)
- 1995, Bye, bye, Yaugurú (instalación)
- 1998, De la vaca inexistente del escudo, a su mesa (performance)
- 2003, Lunfardeces (instalación sonora)ina)